# TSV Göggingen 1875
Der TSV Göggingen 1875 ist ein Sportverein aus dem Augsburger Stadtteil Göggingen, der 1875 gegründet wurde. Der Verein erreichte vor allem im Handball und in der Leichtathletik größere Erfolge, besitzt daneben aber auch Abteilungen für Fußball, Gymnastik, Tischtennis, Turnen und Volleyball.

## Fußball
Die Fußballabteilung des TSV Göggingen wurde am 20. April 1913 gegründet. Das erste dokumentierte Spiel fand am 23. März desselben Jahres statt und endete mit einem 2:0-Sieg gegen den TV Pfersee Augsburg. Einen ersten großen Erfolg der Abteilung stellte der Einzug in das Endspiel um die Bayerische Meisterschaft im Turnerfußball dar, das am 16. März 1930 gegen den TV 1860 Fürth aber klar mit 1:4 verloren wurde.
Nach dem Ende des Zweiten Weltkrieges gelang den Fußballern im Sommer 1946 mit dem Aufstieg in die Landesliga Bayern, der damals zweithöchsten Liga im deutschen Fußball, der größte Erfolg in der Geschichte der Abteilung. Nach nur einer Spielzeit folgte durch eine 1:2-Niederlage im Entscheidungsspiel gegen den FC Haidhof allerdings der sofortige Wiederabstieg. In den folgenden Jahrzehnten war der TSV Göggingen noch mehrmals in der Landesliga Süd und den untergeordneten Bezirksober- beziehungsweise Bezirksligen zu finden. Er spielt inzwischen aber nur noch in der Kreisliga Augsburg.

## Handball
Die Handballabteilung des TSV nimmt mit drei Herrenmannschaften, drei Damenteams und drei Nachwuchsmannschaften am Spielbetrieb des Bayerischen Handballverbandes (BHV) teil. Die 1. Herrenmannschaft und das 1. Damenteam spielen derzeit 2024/25 in der Bezirksoberliga (Schwaben).

### Erfolge
- Aufstieg in die Bayernliga (4. Liga) 1987, 2008
- Südbayerischer Landesliga-Vizemeister 1987, 2008
- Aufstieg in die Südbayerische Verbandsliga (4. Liga)
- Aufstieg in die Südbayerische Verbandsliga 1980
- Aufstieg in die Bayerische Landesliga 2014, 2020
- Bezirksmeister (Bayr. Schwaben) 2014, 2020

Nachwuchs   Deutscher A-Jugendmeister 1979

## Bekannte Sportler
- Anton Bezler (1909–1944), Turnen
- Almut Brömmel (* 1935), Leichtathletik
- Jörg Löhr (* 1961), Handball
- Klaus-Peter Nabein (1960–2009), Leichtathletik
- Claudia Steger (* 1959), Leichtathletik
- Mary Wagner (* 1961), Leichtathletik
- Anton Mayer (1936–2010), Fußball